# 지하창고 사일로의 비밀
《지하창고 사일로의 비밀》(영어: Silo)은 애플 TV+에서 2023년 5월부터 방영되고 있는 미국의 SF 종말물 드라마 텔레비전 시리즈이다.
2024년 11월 15일부터 2025년 1월 17일까지 시즌 2가 방영되었다. 2024년 12월 시즌 3과 시즌 4 제작 계획이 발표되었으며 시즌 4로 시리즈가 마무리될 예정이다.
2024년 제51회 새턴상에서 SF 텔레비전 시리즈 부문 작품상 후보에 올랐다.

## 개요
디스토피아 미래. 사일로(Silo, 저장탑)라고 불리는 지하 엄폐호 내에는 지하 144층에 달하는 공동체 사회가 형성되어 있으며 만 명의 주민들이 과거 역사를 모르는 채로 거주 중이다. 주민들은 사일로의 각종 규칙들이 자신들을 보호하기 위해 존재한다고 믿으며 살고 있고, 과거 기록은 140여년 전 반란이 일어나고 진압되는 과정에서 파기되었다고 여겨진다. 그러나 일부 주민들은 사일로의 스크린에 나타나는 외부 환경 모습이 조작이라고 의심하고, 140년 전 이전의 기록이 담긴 것으로 추정되는 하드 디스크가 발견된다.

## 줄거리
| 시즌 | 시즌 | 회수 | 방송 날짜        | 방송 날짜       |
| 시즌 | 시즌 | 회수 | 시즌 시작        | 시즌 종료       |
| ---- | ---- | ---- | ---------------- | --------------- |
|      | 1    | 10   | 2023년 5월 5일   | 2023년 6월 30일 |
|      | 2    | 10   | 2024년 11월 15일 | 2025년 1월 17일 |

### 시즌 1 (2023)
| 전체 번호 | 시즌 번호 | 제목            | 감독           | 작가                           | 본 방송 날짜    |
| --- | --------- | --------------- | -------------- | ------------------------------ | --------------- |
| 1 | 1         | "자유의 날"     | Morten Tyldum  | Graham Yost                    | 2023년 5월 5일  |
| 140년 전 반란의 실패로 모든 기록이 파괴된 채 살아가는 거대한 지하 벙커 ‘사일로’ 안 공동체의 이야기를 다룬다. 공동체 사람들은 과거의 진실을 모른 채 자신들이 알고 있는 세계가 전부라 믿으며 살아가고 있다. 보안관 베커는 부보안관 만스에게 갑자기 “나가고 싶다”고 말한다. 3년 전, 홀스턴과 그의 아내 앨리슨은 임신을 시도하기 위해 의사로부터 1년간 피임기구 제거허가를 받았다. 이 기간 동안 앨리슨은 불임 치료사 힐드브란트로부터 사일로의 실체에 대한 충격적인 이야기를 듣고, IT 전문가 조지 윌킨스의 도움으로 반란 전의 물건인 금지된 하드 드라이브의 내용을 조사하게 된다. 점점 진실에 가까워진 앨리슨은 회의적인 홀스턴에게, 사일로의 권력자가 거짓말을 하고 있으며 외부 세계는 화면에 비치는 죽음의 풍경과 다르다고 주장한다. 그녀는 직접 자신의 몸에서 피임기구를 꺼내어 증거로 제시합니다. 이후 피를 흘리며 쓰러진 앨리슨을 본 홀스턴은 급히 의사를 찾으러 뛰쳐나가지만, 마른스가 그녀가 식당에 있다고 말하자 발길을 멈춘다. 앨리슨은 식당에서 자신이 알아낸 진실을 사람들에게 알린 후 “나가고 싶다”고 선언합니다. 이는 사일로 규율상 외부로 나가게 되는 공식적인 요청이자, 실행되는 표현이다. 그녀는 밖이 아름답다면 카메라를 청소하겠다고 약속하고, 보호복을 입은 채 일방통행인 출구를 통해 외부로 나간다. 사일로 주민들은 그녀가 카메라를 닦는 모습을 지켜보다가, 앨리슨이 쓰러지는 장면을 보게 된다. 2년 후, 홀스턴은 조지 윌킨스의 죽음을 조사하던 중, 그가 살해당했다고 주장하는 엔지니어 줄리엣 니콜스를 만나게 된다. |           |                 |                |                                |                 |
| 2 | 2         | "홀스턴의 선택" | Morten Tyldum  | Jessica Blaire & Cassie Pappas | 2023년 5월 5일  |
| 홀스턴은 줄리엣의 연인 조지가 금지된 역사적 유물을 수집해 왔다는 사실을 알게 된다. 조지가 홀스턴의 아내 앨리슨과 함께 행동했다는 것을 알게 된 그는 조사에 동의하며, 무언가를 발견하면 줄리엣에게 신호를 보내겠다고 약속한다. 몇 달 후, 홀스턴은 사일로 밖으로 나가고, 앨리슨이 말했던 것처럼 생기 넘치고 아름다운 외부 풍경을 목격하고 충격을 받는다. 그는 카메라를 닦은 뒤 헬멧을 벗는다. 이후 카메라에는 그가 앨리슨의 시신 쪽으로 기어가다가 결국 숨지는 장면이 담긴다. 한편, 시장 루스 얀스는 홀스턴이 줄리엣을 자신의 후임 보안관으로 지명하는 유언을 남겼다는 사실을 알게 된다. 줄리엣은 조지가 사일로 어딘가에 있는 ‘문’을 찾고 있었다는 사실을 알게 되고, 사일로 아래 물웅덩이 근처에서 그의 흔적을 따라가기로 한다. |           |                 |                |                                |                 |
| 3 | 3         | "기계"          | Morten Tyldum  | Ingrid Escajeda                | 2023년 5월 12일 |
| 얀스 시장과 샘 부장은 줄리엣을 만나기 위해 144층까지 내려간다. 도중 얀스는 줄리엣의 소원해진 아버지인 피트 니콜스 박사와 그녀의 엔지니어 친구 마사 워커를 찾아가 줄리엣의 성격에 대해 묻는다. 사법부장 메도우스 판사와 IT부장 버나드 홀랜드의 반대에도 불구하고, 얀스는 줄리엣에게 보안관 자리를 제안한다. 줄리엣은 처음에는 거절하지만, 홀스턴의 배지를 받은 후 마음을 바꾼다. 배지 뒷면에는 “TRUTH(진실)“이라는 단어가 새겨져 있다. 줄리엣은 수리를 위해 주 발전기를 꺼달라고 얀스에게 요청하지만, 이는 사일로 역사상 한 번도 시도된 적 없는 일이었다. 발전기가 정지되자, 사일로의 벽면 스크린에는 잠시 바깥 풍경이 푸르게 비치지만, 아무도 그것을 인지하지 못한 듯하다. 기계팀은 가까스로 주 발전기를 수리해낸다. 새로운 직장으로 떠나기 전, 줄리엣은 마사에게 조지의 유품에서 발견한 캠코더를 살펴봐 달라고 부탁한다. 한편, 마른스와 얀스는 서로의 감정을 고백하고, 직후 얀스는 입에 피를 묻힌 채 쓰러진다. |           |                 |                |                                |                 |
| 4 | 4         | "진실"          | David Semel    | Remi Aubuchon                  | 2023년 5월 19일 |
| 루스 잔스가 사망했다. 마른스는 그녀가 독살되었다고 믿으며, 두 사람이 서로의 물병에서 물을 마셨던 점을 근거로 자신이 진짜 표적이었다고 생각한다. 시장 권한대행 버나드는 줄리엣을 새로운 보안관으로 임명하고 선서시킨다. 줄리엣은 잔스의 죽음 수사를 돕는 조건으로, 자신이 추적하고 있는 조지의 죽음에 대한 수사를 도와달라고 마른스에게 요청한다. 사법부의 로버트 심스는 마른스에게 메도스 판사가 줄리엣을 보안관직에서 해임할 준비가 되어 있다고 전하지만, 마른스는 줄리엣이 자진 사임하도록 유도하라고 말한다. 이후 마른스는 자신의 아파트에서 누군가의 공격을 받는다. 줄리엣은 늦은 밤 식당에서 머무는 주민 루카스를 만나고, 보안관 홀스턴이 남긴 조지에 대한 자료를 찾지만, 홀스턴이 압수했던 조지의 하드 드라이브는 발견하지 못한다. 과거회상에서 줄리엣이 13세 때 어머니 한나와 남동생 제이컵의 죽음을 겪고 집을 떠나는 모습이 그려진다. |           |                 |                |                                |                 |
| 5 | 5         | "청소부의 아들" | David Semel    | Graham Yost                    | 2023년 5월 26일 |
| 샘 마른스가 죽은 채 발견된다. 주디셜이 원래 보안관으로 지명했던 폴 빌링스는 줄리엣의 부보안관이 됩니다. 보안관 사무실에서 일하는 샌디는 줄리엣에게 주디셜이 희생양을 고르기 전에 마른스의 살인범을 찾으라고 지시합니다. 줄리엣은 주디셜에서 일하는 더그 트럼블이 주민 패트릭 케네디를 마른스 살인 혐의로 모함하기 위해 증거를 조작했다는 사실을 알게 됩니다. 심스는 더그에게 그의 아버지가 청소부였지만 사실은 사일로의 생존에 필수적인 비밀스러운 직업을 가지고 있었다고 말합니다. 심스는 더그가 체포되기 전에 그를 죽이고, 더그는 사후에 마른스와 얀스의 살인 사건의 범인으로 지목됩니다. 줄리엣은 루카스가 밤에 카페테리아의 디스플레이 화면을 분석하여 하늘의 "빛"의 움직임을 관찰했다는 사실을 알게 됩니다. 사일로 주민들은 그것이 별이라는 사실을 모르고 있습니다. 워커는 줄리엣에게 캠코더의 기술이 사일로에서 허용되는 것보다 훨씬 발전되어 있다는 것을 보여줍니다. 줄리엣은 조지의 유물 중 하나를 회수하여 그의 죽음에 대한 조사를 재개하고자 합니다. |           |                 |                |                                |                 |
| 6 | 6         | "유물"          | Bert & Bertie  | Aric Avelino                   | 2023년 6월 2일  |
| 줄리엣은 더그의 아파트에서 유물을 찾도록 하고, 이를 빌미로 유물 거래상인 레지나 잭슨을 추적합니다. 레지나 잭슨은 조지에게 유물을 사준 전 애인으로 밝혀졌습니다. 심스는 조지와 유물의 연관성을 알게 되고 줄리엣과 정식으로 맞섭니다. 버나드는 유물을 심지 않았다는 줄리엣의 주장을 받아들이지만, 더그가 얀스와 마른스를 살해한 동기를 조사하는 것을 중단하라고 명령합니다. 줄리엣과 빌링스는 줄리엣이 그를 신뢰하지 못하는 이유를 두고 논쟁을 벌이고, 줄리엣은 그가 '증후군'이라는, 즉 부관으로 임명될 자격이 없는 질병을 앓고 있다는 것을 알고 있다고 밝힙니다. 레지나는 줄리엣에게 조지의 하드 드라이브를 사법부에 신고하지는 않았지만, "모든 것을 아는 사람"이 사랑하는 사람들을 위협한 후 그에게 알렸다고 말합니다. 레지나는 줄리엣에게 조지에게서 받은 소중한 유물, 오래된 어린이 여행책을 줍니다. 줄리엣이 책을 훑어보는 동안, 그녀는 사일로 곳곳에 카메라를 설치한 감시팀에 의해 아파트에서 감시당한다. 그 장비는 사일로의 나머지 부분보다 훨씬 발전되어 있다. |           |                 |                |                                |                 |
| 7 | 7         | "플레임키퍼스"  | Bert & Bertie  | Jessica Blaire                 | 2023년 6월 9일  |
| 심스는 감시팀의 일원으로 카메라를 사용하여 줄리엣의 움직임을 감시합니다. 줄리엣은 메도우스의 명령으로 약물을 맞고 있는 글로리아를 찾습니다. 줄리엣이 보안관직을 사임하겠다고 제안했지만 메도우스는 명령을 철회할 수 없다고 말합니다. 빌링스는 줄리엣이 직무를 소홀히 하자 그녀에게 따집니다. 줄리엣은 빌링스에게 조지 살인 사건에 대한 수사를 털어놓고 빌링스는 그녀를 감싸주기로 합니다. 루카스는 줄리엣에게 키스를 시도하지만 줄리엣은 거절합니다. 버나드는 줄리엣에게 메도우스가 자신들에게 반기를 들까 봐 두렵다고 말하며 메도우스를 통제할 방법을 찾도록 격려합니다. 아버지의 도움으로 줄리엣은 글로리아에게 질문을 하고 그녀가 과거를 기억하는 데 전념하는 비밀 단체인 플레임키퍼의 일원이며, 그 구성원들이 조직적으로 살해당하고 있다는 사실을 알게 됩니다. 줄리엣의 어머니는 플레임키퍼와 친구가 되었지만, 줄리엣의 아버지는 그들이 아이를 갖지 못하도록 명령에 따랐습니다. 줄리엣은 벽 거울 뒤에 감시 카메라가 있다는 것을 깨닫고, 홀스턴이 글로리아의 방에 숨겨둔 조지의 하드 드라이브를 회수합니다. 심스의 침입자들이 글로리아의 방에 도착하지만 줄리엣은 그곳에 없습니다. |           |                 |                |                                |                 |
| 8 | 8         | "해나"          | Adam Bernstein | Jeffery Wang & Ingrid Escajeda | 2023년 6월 16일 |
| Judicial은 하드 드라이브를 찾기 위해 보안관 사무실을 수색하지만 찾지 못합니다. 줄리엣은 빌링스가 Pact에 대해 알고 있다는 사실을 이용해 Sims를 일시적으로 체포하여 보복합니다. Sims가 구금되어 있는 동안 줄리엣은 그의 사무실을 수색하여 Hanna, Walker, Shirley Campbell에 대한 파일을 찾습니다. Hanna의 파일은 Judicial의 감시 카메라를 통해 Hanna가 불법적인 다중 렌즈 확대경을 만들었다는 사실을 알게 되었음을 확인시켜 줍니다. Hanna와 Juliette는 Pete가 Judicial에 말했다고 믿었습니다. Juliette는 Pete와 화해하고, Pete는 Hanna의 파괴적인 행동과 자살이 Jacob의 죽음에 대한 반응이라고 말하는데, Hanna는 확대경 기술로 막을 수 있었다고 생각했습니다. Juliette는 하드 드라이브의 내용에 접근할 수 없습니다. Lukas는 너무 두려워서 도울 수 없고 Judicial의 검문소 때문에 그녀는 Walker에게 다가갈 수 없습니다. 버나드는 줄리엣을 발견하고 자신이 사일로의 진짜 책임자이며 얀스와 마른스의 죽음에 책임이 있음을 밝힙니다. 버나드와 심스는 줄리엣을 체포하고 하드 드라이브를 탈취한 후, 줄리엣이 "밖으로 나가겠다"고 말했다고 거짓 주장합니다. 줄리엣은 사일로 중앙 계단에서 뛰어내려 하드 드라이브를 훔쳐 탈출합니다. |           |                 |                |                                |                 |
| 9 | 9         | "관문"          | Adam Bernstein | Lekethia Dalcoe                | 2023년 6월 23일 |
| 줄리엣은 탈출하여 사법부의 카메라를 피한다. 빌링스는 줄리엣의 아파트를 조사하고 아이들의 여행책을 발견하지만 한 페이지는 보관하고 나머지는 태워버린다. 줄리엣은 심스의 아파트에 침입하여 그의 컴퓨터를 이용해 하드 드라이브에 접근하고, 거기서 조지가 자신에게 보낸 영상 메시지를 발견한다. 버나드는 루카스를 체포하고 하드 드라이브의 일련번호를 알아내어 줄리엣의 위치를 찾는다. 심스와 그의 침입자들은 아파트로 달려가지만, 심스의 아내는 그녀가 탈출하도록 허락한다. 줄리엣은 IT 담당자 대니와 함께 패트릭의 도움을 받아 하드 드라이브에 접근한다. 줄리엣은 조지의 영상의 나머지 부분을 시청하는데, 그 영상에서 조지는 줄리엣에게 자신을 사랑한다고 말하며 사일로 아래의 문을 찾아야 한다고 말한다. 조지의 조언에 따라 줄리엣, 패트릭, 대니는 과거 청소 영상을 시청하는데, 사일로 밖에서 새들이 날아다니는 푸른 풍경이 나온다. |           |                 |                |                                |                 |
| 10 | 10        | "바깥세상"      | Adam Bernstein | Fred Golan                     | 2023년 6월 30일 |
| 줄리엣은 대니에게 외부 영상을 사일로에 방송하도록 했지만, 버나드가 이를 재빨리 차단합니다. 빌링스는 심스에게 자신의 상태에 대해 심문을 받고, 나중에 아내에게 보안관직을 맡을 수 있도록 예외를 두었다고 말합니다. 줄리엣은 메카니컬로 탈출하여 체포되기 전에 워커와 이야기를 나눕니다. 버나드는 줄리엣에게 거래를 제안합니다. 그녀가 기꺼이 나가면 조지에게 무슨 일이 있었는지 말하고 메카니컬이 처벌받지 않도록 보장해 주겠다는 것입니다. 버나드는 줄리엣에게 심문을 피하기 위해 조지가 계단에서 뛰어내리는 영상을 보여줍니다. 버나드는 하드 드라이브를 파괴하지만, 줄리엣이 사일로 아래에 문이 있다고 말하자 디스크를 회수합니다. 버나드는 루카스에게 광산으로 보내라는 선고를 내립니다. 줄리엣이 밖으로 나가자 헬멧 디스플레이에는 이전 청소 때와 같은 무성한 풍경이 나타납니다. 줄리엣은 속임수를 깨닫고, 현실은 사일로 화면에 비친 황량한 풍경 "그것"임을 깨닫습니다. 워커가 줄리엣의 우주복에 붙은 열 테이프를 음질로 처리해 준 덕분에 줄리엣은 죽는 대신 사일로를 둘러싼 분화구에서 나와 주민들의 시야에서 벗어납니다. 그녀는 각각 사일로가 있는 수십 개의 비슷한 분화구와 지평선 너머로 폐허가 된 도시를 봅니다. |           |                 |                |                                |                 |

### 시즌 2 (2024–25)
| 전체 번호 | 시즌 번호 | 제목          | 감독             | 작가                 | 본 방송 날짜     |
| --- | --------- | ------------- | ---------------- | -------------------- | ---------------- |
| 11 | 1         | "엔지니어"    | Michael Dinner   | Graham Yost          | 2024년 11월 15일 |
| 회상씬에서 17번 사일로에서 반란이 일어나고 주민들이 탈출합니다. 현재에서 줄리엣은 입구 밖에 버려진 시체들을 기어올라 사일로 17에 침입합니다. 사일로 상층을 탐험하던 줄리엣은 사일로가 버려져 있고 하층은 물에 잠긴 것을 발견합니다. IT 부서로 이어지는 다리가 파괴되자 줄리엣은 임시 다리를 짓지만, 다리를 건너자마자 무너집니다. 플래시백에서 어린 줄리엣은 메카니컬에서 새 삶을 시작합니다. 상층에서 쓰레기를 분류하는 일을 돕고 셜리와 친구가 됩니다. 새로운 직책에 적응하며 고군분투하던 줄리엣은 부서진 장난감을 고쳐 다른 직원들에게 감명을 주고 워커 밑에서 일하게 됩니다. 현재에서 줄리엣은 탐험을 계속하며 음악 소리를 따라 IT 부서의 잠긴 금고 문으로 향합니다. 줄리엣이 문을 열지 못하자, 반대편에 있던 한 남자가 다시 시도하면 죽일 것이라고 경고합니다. |           |               |                  |                      |                  |
| 12 | 2         | "규칙"        | Michael Dinner   | Fred Golan           | 2024년 11월 22일 |
| 버나드는 금고 안에서 줄리엣의 슈트 카메라를 지켜보다가 카메라가 꺼지기 전 그녀가 17번 사일로에 접근하는 것을 목격합니다. 줄리엣이 청소를 거부하자, 버나드는 그녀의 저항의 표시가 혁명으로 이어질 수 있음을 깨닫습니다. 그는 보안관들을 심스의 지휘 아래 두고, 줄리엣의 생존에 의문을 제기하는 사일로 내 인원을 통제하기 위해 의무 통금 시간을 설정합니다. 버나드는 메도우스를 설득하여 도움을 요청하고, 워커와 그녀의 전처 칼라를 줄리엣에게 슈트를 봉인한 테이프를 밀반입한 혐의로 체포합니다. 셜리는 하층민들을 심문하여 답변을 요구하고, 녹스는 그녀를 막으려 합니다. 버나드는 사일로에 연설을 하며 IT 부서가 줄리엣이 더 오래 살아남을 수 있도록 새로운 테이프를 제작했다고 주장하지만, 그녀가 죽었다는 주장은 여전히 고집합니다. 메도우스는 그를 지지합니다. 대부분의 사람들은 그의 설명에 만족하는 듯하지만, 셜리는 여전히 납득하지 못하고 통금 시간 밖에서 비밀 회의를 소집합니다. 버나드가 메도우스에게 도움에 감사를 표한 후, 메도우스는 밖으로 나가려면 좋은 테이프가 붙은 환경복을 달라고 요구합니다.                                                                                              |           |               |                  |                      |                  |
| 13 | 3         | "솔로"        | Aric Avelino     | Cassie Pappas        | 2024년 11월 27일 |
| 사일로 17에서 줄리엣은 금고 안의 남자 "솔로"로부터 50개의 사일로가 존재하며 자신의 행동이 혁명을 일으킬 수 있다는 사실을 알게 됩니다. 솔로는 줄리엣에게 음식을 주고 소방복을 입어 사일로로 돌아갈 수 있다고 제안하지만, 소방 안전 장비는 침수 지역에 있습니다. 줄리엣은 솔로에게 사일로에 도달하는 데 도움을 요청하지만, 솔로는 처음에는 거절하지만 마음을 바꿔 금고를 빠져나옵니다. 사일로 18에서 노동자 테디는 "줄리엣은 산다(Juliette Lives)"라는 낙서를 한 혐의로 체포됩니다. 심스는 수감된 패트릭에게 부탁을 들어주는 대가로 죽은 아내를 잊는 데 도움이 되는 약을 주고, 은퇴한 침입자들을 모아 메카니컬로 보냅니다. 셜리는 시위대를 이끌고 테디의 석방을 요구하지만, 패트릭은 보안관들에게 소이탄을 던지고, 그로 인한 혼란 속에서 새로 온 엔지니어 쿠퍼는 사망합니다. 피트는 아이를 가질 수 있는 복권에 당첨되기를 바라는 여성을 만나, 피임약을 끊지 말라는 명령을 무시하고 피임 시술을 진행합니다. 빌링스는 줄리엣 체포 당시 현장에 있던 모든 사람을 심문하고, 줄리엣이 외출을 요청한 적이 없다고 주장하며 메도우스에게 보고서를 제출합니다.                                                            |           |               |                  |                      |                  |
| 14 | 4         | "풍금"        | Aric Avelino     | Sal Calleros         | 2024년 12월 6일  |
| 솔로의 도움으로 줄리엣은 소방복을 입기 위해 침수된 수위를 헤쳐나갈 공기 펌프를 제작합니다. 솔로는 줄리엣에게 과거의 바깥세상에 대해 이야기하며 금고를 떠나는 것에 대한 불안감에 시달립니다. 녹스는 셜리에게 사일로에서 여러 차례 반란이 일어났으며, 사일로를 폐쇄할 수 있었던 메카니컬의 능력 때문에 그 탓으로 돌렸다고 말합니다. 그는 또한 메도우스와 이야기를 나누고 싶다고 요청하고, 메도우스는 만나기로 합니다. 심스는 버나드와 메도우스의 관계를 의심하고 메도우스의 탄핵을 요구하는 운동을 꾸밉니다. 메도우스는 루카스가 자신의 형량에 항의하는 것을 허락하고 형량을 5년으로 줄입니다. 빌링스는 메카니컬에서 일어난 폭동을 조사하고, 선동가의 시신이 사라졌으며, 사법부가 쿠퍼의 시신을 가져갔다는 사실을 알게 됩니다. 버나드는 메도우스를 독살하고, 메도우스는 죽기 전 줄리엣이 훔친 하드 드라이브에 140년 전 반란 당시 IT 책임자였던 살바도르 퀸이 보낸 암호화된 편지가 있다고 말합니다. 녹스, 셜리, 워커, 칼라는 버나드가 녹스와 셜리를 살해 혐의로 누명을 씌우려고 메도우스의 시체를 조작한 사법부에 도착합니다. 심스는 군중을 선동하여 그들을 쫓게 합니다.                                         |           |               |                  |                      |                  |
| 15 | 5         | "하강"        | Amber Templemore | Jenny DeArmitt-Stran | 2024년 12월 13일 |
| 솔로는 수위가 상승하고 10개월 후 IT에 도달할 것이기 때문에 줄리엣에게 물 펌프를 수리해 달라고 부탁하지만, 줄리엣은 즉시 사일로로 돌아가야 한다고 주장합니다. 줄리엣은 솔로가 자신의 신원에 대해 거짓말을 하고 있다고 의심하고, 그는 그녀의 질문에 화를 냅니다. 줄리엣은 쓸만한 슈트 헬멧을 찾지만 부상으로 쓰러집니다. 사일로 18에서 버나드는 심스가 메도우스에 대한 운동을 조작했다는 것을 알고 버나드의 그림자 역할을 거부하지만 메도우스를 대신할 판사로 임명하여 심스를 좌절시킵니다. 심스의 아내 카밀은 녹스와 셜리가 폭도들을 피하도록 돕습니다. 사법 보안의 새로운 책임자인 릭 아문센은 칼라를 체포하지만 녹스, 셜리, 워커는 봉쇄를 우회하여 하층으로 이동합니다. 버나드는 루카스에게 줄리엣의 하드 드라이브를 수리하게 하여 사일로에 숨겨진 외부 세계와의 연결 고리와 살바도르 퀸이 아내에게 보낸 암호화된 편지를 드러냅니다. 빌링스와 핸크 대리관은 패트릭을 추적하고, 패트릭은 빌링스에게 사일로에 대한 진실을 말해주겠다고 제안합니다. |           |               |                  |                      |                  |
| 16 | 6         | "바리케이드"  | Michael Dinner   | Jeffery Wang         | 2024년 12월 20일 |
| 버나드가 하층부로의 물자 공급을 차단하고 녹스가 무기를 제작하면서 긴장감이 고조됩니다. 빌링스의 요청으로 피트는 패트릭을 치료하기 위해 하층으로 갑니다. 패트릭은 빌링스에게 줄리엣의 하드 드라이브를 도운 일과 심스와의 거래를 통해 메카니컬 시위에서 선동 요원으로 활동하게 된 사연을 이야기합니다. 버나드는 카밀에게 녹스와 셜리를 보호하기 위한 행동에 대해 추궁하지만, 카밀은 그의 말을 무시합니다. 녹스와 셜리는 봉쇄선을 향해 집단 공격을 감행하여 10층 높이로 진격하여 122층에 있는 중요한 농장을 차지합니다. 빌링스는 워커, 녹스, 셜리에게 메도우스의 죽음에 대해 추궁합니다. 빌링스가 무전으로 버나드에게 메도우스의 죽음에 대한 공식 조사를 시작하겠다고 말하자, 버나드는 무전을 끊습니다. 루카스는 퀸의 편지를 해독하기 시작하고, 암호의 정교함에 이끌린 버나드는 루카스를 그림자로 삼아 레거시에 접근하려 합니다. 사일로 17에서 줄리엣은 솔로에게 치료를 받은 후 깨어납니다. 솔로는 그녀가 떠나기 전에 펌프를 고치도록 강요하기 위해 그녀의 옷을 숨겼습니다. |           |               |                  |                      |                  |
| 17 | 7         | "급강하"      | Michael Dinner   | Katherine DiSavino   | 2024년 12월 27일 |
| 버나드는 루카스에게 레거시를 소개합니다. 레거시는 모든 비밀 지식과 기록이 보관된 금고 뒤에 있는 최첨단 컴퓨터입니다. 하지만 352년 전 사일로의 기원은 여전히 밝혀지지 않았습니다. 루카스는 레거시를 이용해 연구를 진행하며 편지에 책 암호가 사용되었을 것이라고 의심합니다. 메커니컬은 시민들에게 사일로의 전원을 끄기 전에 IT가 무엇을 숨기고 있는지 물어보라고 권유하는 종이 메시지를 상층부에 보냅니다. IT는 자체적인 전력 공급원을 가지고 있다는 사실을 밝힙니다. 버나드는 여전히 자신이 소외된 것에 화가 난 심스와 충돌합니다. 심스는 카밀의 행동에 대해 따져 묻습니다. 카밀은 안전을 위해 양쪽 모두의 편에 서고 싶다고 말하며 다시는 그에게 아무것도 숨기지 않겠다고 약속합니다. 빌링스와 행크는 메커니컬에 불화를 일으키려는 스파이들을 추적합니다. 워커는 칼라를 걱정하며 IT의 카메라 중 하나를 잠시 켜서 상층부로 메시지를 보내고, 버나드는 이 메시지를 받습니다. 사일로 17에서 줄리엣은 솔로의 물 펌프를 수리하기 위해 심해 잠수하다가 공기 공급이 끊겨 거의 익사할 뻔합니다. 수면으로 올라온 줄리엣은 몸싸움의 흔적을 발견하고 사일로 안에 다른 누군가가 있을 것이라고 의심합니다.                  |           |               |                  |                      |                  |
| 18 | 8         | "퀸의 책"     | Amber Templemore | Remi Aubuchon        | 2025년 1월 3일   |
| 줄리엣은 굽음증에 걸려 회복하기 위해 다시 잠수해야 합니다. 수면으로 올라온 후, 그녀는 화살로 그녀를 쏘고 죽이겠다고 위협하는 인물과 마주칩니다. 줄리엣은 공격자를 수색하고 세 명의 젊은이를 발견합니다. 사일로 18에서 루카스는 퀸의 후손을 추적하여 그들이 퀸의 계약 사본을 수년 전 메도우스에게 주었다는 사실을 알게 됩니다. 버나드는 루카스에게 퀸이 140년 전에 기록을 파기하고 물에 약물을 넣어 시민들이 역사를 잊게 하고 20년마다 일어나는 반란을 막았다고 말합니다. 퀸의 계약을 이용하여 루카스는 퀸의 편지를 해독하기 시작합니다. 카밀의 도움을 받은 심스는 루카스가 버나드를 위해 수사를 하고 있다는 사실을 알게 됩니다. 워커는 버나드를 만나 칼라를 구하기 위해 그의 정보원이 되기로 동의합니다. 그 결과, 보급선에 침입한 기계 부대가 침입자들에게 체포됩니다. 빌링스의 아내 캐슬린은 빌링스가 '옛날'의 그림책 한 페이지를 보관했다는 사실을 알게 되고, 그것을 보여달라고 요구합니다. |           |               |                  |                      |                  |
| 19 | 9         | "안전장치"    | Amber Templemore | Jessica Blaire       | 2025년 1월 10일  |
| 줄리엣은 다섯 명의 어린 생존자들의 리더인 오드리와 마주칩니다. 오드리는 줄리엣에게 금고를 열라고 명령하고, 음식을 꺼내오라고 합니다. 오드리는 솔로를 붙잡아 부모의 죽음에 대한 책임을 묻고 그를 죽이려 합니다. 줄리엣은 반란 당시 솔로가 어린아이였다는 사실을 알게 되고, 솔로는 그들이 금고에 침입했을 때 정당방위로 부모를 죽였다고 자백합니다. 솔로와 생존자들은 화해하고, 그는 모두를 금고 안으로 들여보냅니다. 사일로 18에서 루카스는 다른 사일로가 50개 더 있다는 사실을 알게 되고, 퀸의 편지를 따라 아래층으로 이동합니다. 루카스는 지하 터널을 발견하고, 문 앞에서 컴퓨터 음성이 들려옵니다. 루카스는 자신이 본 것을 아무에게도 말하지 않으면 "안전 장치"가 작동할 것이라고 경고합니다. 빌링스는 심스에게 그림책 페이지를 건네주고, 카밀과 심스는 반란에 동참할지 고민하게 됩니다. 패트릭은 캐슬린에게 사일로의 외부 모습이 거짓이라고 말합니다. 버나드는 반군의 행동에 대해 빌링스의 탓으로 돌리지만, 모든 고위 간부들이 그를 믿는 것은 아니다. 버나드는 녹스와 워커가 반란군의 계획을 논의하는 모습을 엿듣는다.                                                                                     |           |               |                  |                      |                  |
| 20 | 10        | "불꽃 속으로" | Amber Templemore | Aric Avelino         | 2025년 1월 17일  |
| 워커는 녹스를 비롯한 반군들과 협력하여 버나드의 카메라를 이용해 자신에게 잘못된 정보를 유포합니다. 그들은 버나드를 속여 침입자들을 아래로 보내고 모든 반군을 위로 이동시킵니다. 그 후 피트는 자신을 희생하여 계단을 폭파합니다. 빌링스의 메시지를 심스를 통해 받은 상층 보안관들은 반군 편에 섭니다. 패트릭은 시민들을 선동하여 버나드에게 해명을 요구하는 폭도를 만듭니다. 루카스는 버나드에게 자신이 알게 된 사실을 말하고 사임합니다. 이에 낙담한 버나드는 심스를 새로운 IT 섀도우로 삼고 금고 열쇠와 비밀번호를 넘깁니다. 심스와 그의 가족은 금고에 들어가지만, 레거시는 카밀만 남을 수 있다고 말합니다. 사일로 17에서 솔로는 줄리엣에게 안전 장치 절차, 모두를 죽일 만큼 충분한 독을 뿜어낼 수 있는 파이프, 그리고 그것을 막는 방법에 대해 이야기합니다. 줄리엣은 소방복을 입고 사일로 18로 돌아갑니다. 사일로 안에 있는 모습이 보이고 축하하지만, 떠나지 말라는 경고 메시지를 보여줍니다. 버나드가 나가자 줄리엣이 들어오고, 그들은 소각로에 갇힌 채 불이 붙는다. 워싱턴 D.C.에서 헬렌이라는 여성이 신임 하원의원에게 미국 영토에서 더티 밤을 폭발시켰다는 이유로 이란에 보복할 가능성에 대해 질문한다. |           |               |                  |                      |                  |

## 출연진
메인
- 레베카 페르구손 - 줄리엣 니컬스 역
- 러시다 존스 - 앨리슨 베커 역
- 데이비드 오옐로워 - 홀스턴 베커 역
- 코먼 - 로버트 심스 역
- 팀 로빈스 - 버나드 홀랜드 역
- 해리엇 월터 - 마사 워커 역
- 아비 내시 - 루커스 카일 역
- 릭 고메즈 - 패트릭 케네디 역
- 치나자 우체이 - 폴 빌링스 역
- 셰인 맥레이 - 녹스 역
- 스티브 잔 - 솔로 역

리커링
- 윌 패튼
- 퍼디낸드 킹즐리
- 이언 글렌

게스트
- 제럴딘 제임스
- 소피 톰프슨
- 시에나 길러리
- 윌 메릭
- 로스 매콜